# Тільки ти (фільм, 1986)
«Тільки ти» («Bircəciyim») — радянський телефільм 1986 року, знятий режисером Енвером Аблучем на «Азербайджанфільм».

## Сюжет
За мотивами роману Ілляса Ефендієва «Повість про Сарикейнек і Валеха». У кранівницю Сарикейнек закохані шофер Валех та син директора радгоспу Ровшан. Щоб скомпрометувати Валеха, Ровшан та його батько вчиняють злочин. І спочатку всі події розгортаються за їхнім планом. Але слідчий Мурадзаде, що приїхав, доводить невинність Валеха і викриває справжніх злочинців.

## У ролях
- Мехрібан Ханларова — Сарикейнек, кранівниця
- Каміль Зохрабов — Валехан Мадатов
- Гасан Мамедов — Муратзаде
- Гамлет Хані-заде — Ідріс Керімович Меджидов
- Ахмед Салахов — Ровшан Меджидов
- Рафік Азімов — роль другого плану
- Раміз Меліков — Юсіфов
- В. Касумов — роль другого плану
- Амалія Панахова — бухгалтер
- Валіахд Валієв — роль другого плану
- Фархад Ісрафілов — роль другого плану
- Маяк Керімов — роль другого плану
- Алі Самедов — роль другого плану
- Откям Іскендеров — роль другого плану
- Омір Нагієв — роль другого плану
- Джахангір Мамедов — роль другого плану
- Гасан Аблуч — роль другого плану
- Юсіф Алізаде — роль другого плану
- Д. Джафаров — роль другого плану
- Мубаріз Тагієв — співак в ресторані

## Знімальна група
- Режисер — Енвер Аблуч
- Сценарист — Юрій Чулюкін
- Оператор — Кенан Мамедов
- Композитор — Мобіль Бабаєв
- Художник — Фікрет Ахадов